# Salvator merianae
Salvator merianae är en ödleart som beskrevs av  Duméril och Bibron 1839,  svartvit tejuödla, är ensam i släktet Salvator som ingår i familjen tejuödlor. Inga underarter finns listade i Catalogue of Life. Artepitet i det vetenskapliga namnet hedrar den tyska naturforskaren Maria Sibylla Merian. Släktnamnet är det latinska ordet för frälsare eller beskyddare (jämför Salvator mundi).

## Utseende
Svansens tvärsnitt är ungefär cirkelrunt. I motsats till arter av släktet Tupinambis har ödlan en rund pupill. Kroppen är täckt av svarta och vita fjäll som ofta bildar mörka tvärstrimmor. Ett undantag är ungar fram till slutet av första månaden som har ett grönaktigt huvud. Vuxna exemplar kan bli 1,2 meter långa.

## Utbredning och ekologi
Artens utbredningsområde sträcker sig från Amazonområdet i Brasilien över östra Bolivia och Paraguay till norra Argentina. En avskild population finns i nordöstra Brasilien och introducerade populationer lever på ön Fernando de Noronha och i Florida. I USA jagar ödlan flera marklevande fåglar. Habitatet utgörs av savannen Cerradon, av skogar och av buskskogar. Salvator merianae besöker ibland jordbruksmark. Den torra savannen Chaco undviks. Födan utgörs av olika smådjur och av frukter.
Ödlan är dagaktiv och den har endast ett fåtal fiender. Honor blir könsmogna vid en längd av 30 cm (utan svans) och de lägger upp till 35 ägg per tillfälle. Liksom andra tejuödlor intar arten under vintern ett slags dvala. I Florida äter ödlan ägg av sällsynta reptiler som mississippialligator, spetskrokodil och Gopherus polyphemus (en sköldpadda).

## Salvator merianaeoch människor
Flera exemplar fångas för hudens skull och dessutom förekommer Salvator merianae som terrariedjur. Vid slutet av 1990-talet jagades varje år i genomsnitt 1 350 000 exemplar av denna art och av arter från släktet Tupinambis för hudens skull i Argentina och Paraguay. I några regioner äts köttet av ursprungsbefolkningen. Utbredningen är stor och hela beståndet bedöms som stabilt. IUCN kategoriserar arten globalt som livskraftig.
I Florida krävs en licens för att hålla Salvator merianae i terrarium.